# گریگور گریگوریان (نظامی، زاده ۱۹۶۰ (میلادی))
گریگور وارتگسی گریگوریان (ارمنی: Գրիգոր Վարդգեսի Գրիգորյան؛  زادهٔ ۲۳ مارس ۱۹۶۰) سیاستمدار، فرد نظامی اهل ارمنستان است که از تاریخ ۲۰۱۲ تا ۲۰۱۷ تاریخ سمت نمایندگی دوره پنجم مجلس ملی جمهوری ارمنستان را برعهده داشت.

## زندگی‌نامه
وی در ۲۳ مارس ۱۹۶۰ در آرارات به دنیا آمد و از دانشکده حقوق دانشگاه دولتی ایروان فارغ‌التحصیل گشت. وی در دانشگاه دولتی ایروان فعالیت می‌کرد. همچنین برندهٔ جوایزی همچون مدال گارگین نژده، مدال یادبود نخست‌وزیر ارمنستان، مدال شجاعت (ارمنستان)، نشان صلیب رزمی (درجه دو)، نشان صلیب رزمی (درجه دو) شده است.

## یادداشت
1. ↑  Արարատի մարզային ՆԳ վարչության պետ
2. ↑  ՀՀ ՆԳՆ ներքին զորքերի հրամանատար, ՆԳ նախարարի տեղակալ
3. ↑  ՀՀ ԱԺ պաշտպանության, ներքին գործերի և ազգային անվտանգության հարցերի մշտական հանձնաժողովի նախագահի տեղակալ
4. ↑  Արցախի Հանրապետության «Մարտական խաչ» ۲-րդ աստիճանի շքանշան